# Auriga (Vetřelec)
USM Auriga je fiktivní vesmírná loď z filmu Vetřelec: Vzkříšení natočeného roku 1997.

## Příběh Aurigy
200 let poté, co Ripleyová zemřela, byla ze zbytku vzorku krve z Fioriny 161 naklonována na vesmírné lodi USM Auriga. Zde se nacházela vojenská jednotka a skupina vědců. Z těla Ripleyové byly vyjmuty zárodky chestburstera a je držen až do dospělosti na izolovaných místech, stejně jako Ripleyová.
Při útěku dospělých vetřelců je Ripleyová osvobozena a postupuje s posádkou lodi Betty, která na Aurigu dovezla unesené oběti, které měly být určeny pro chestburstery jako jejich hostitelé. V této chvíli také Ripleyová zjistí od Dr. Wrena, že loď byla při vyhlášení poplachu nouzově nasměrována na Zemi. Skupina se také rozhodla, že musí Aurigu zničit.